# Milho Branco (Tarrafal)
Milho Branco es una localidad caboverdiana del municipio de Tarrafal.

## Geografía
La localidad está situada en la isla de Santiago.

## Organización territorial
La localidad abarca los lugares y barrios de:
- Armazem
- Milho Branco Baxu
- Pé de Rocha
- Ponta Alta
- Quebrada
- Riba Tchada